# Bolstadøyri (przystanek kolejowy)
Bolstadøyri – kolejowy przystanek osobowy w Bolstadøyri, w regionie Hordaland w Norwegii, jest oddalona od Oslo Sentralstasjon o 414,13 km.

## Ruch pasażerski
Należy do linii Bergensbanen, Jest elementem kolei aglomeracyjnej w Bergen i obsługuje lokalny ruch do Bergen, Voss i Myrdal. W ciągu dnia odchodzi z niej ok. 20 pociągów.

## Obsługa pasażerów
Poczekalnia, parking na 10 samochodów. Odprawa podróżnych odbywa się w pociągu.